# جوئل شانکل
جوئل شانکل (انگلیسی: Joel Shankle؛ ۲ مارس ۱۹۳۳ – ۸ آوریل ۲۰۱۵) ورزشکار دو و میدانی اهل ایالات متحده آمریکا بود.
وی در مسابقات کشوری و بین‌المللی در مجموع برندهٔ ۱ مدال برنز شده‌است.